# バングラデシュ臨時政府

バングラデシュ人民共和国臨時政府
অস্থায়ী বাংলাদেশ সরকার

国歌: আমার সোনার বাংলা（ベンガル語）
我が黄金のベンガルよ

臨時政府が領有権を主張する地域

バングラデシュ臨時政府（バングラデシュりんじせいふ、ベンガル語: অস্থায়ী বাংলাদেশ সরকার、ムジブナガル政府、ベンガル語: মুজিবনগর সরকার、又はバングラデシュ亡命政府とも、Provisional_Government_of_Bangladesh）は、東パキスタンの独立宣言に続いて設立された臨時政府である。

## 解説
1971年3月から、パキスタン軍がサーチライト作戦によって東パキスタンの住民を弾圧すると、選挙で選ばれた東パキスタンの指導者らが独立を宣言し、インド政府の援助を受けて臨時政府を樹立した。そして4月17日に、ムジブナガルにて宣誓を行った。本来の大統領はムジブル・ラフマンであるが、 3月25日に逮捕されたため、サイド・ナズルル・イスラムが実質的な大統領を務めていた。ムジブル・ラフマンは逮捕前、ラジオメッセージにてバングラデシュの独立を放送した。
この最中に勃発していたバングラデシュ独立戦争では、アメリカ合衆国やインドの支援を受けて勝利し、12月16日にパキスタンは降伏した。翌年1972年1月12日に、バングラデシュの独立に伴い、臨時政府は廃止された。